# アンリ2世 (シャンパーニュ伯)
アンリ2世（アンリ2せい、Henri II de Champagne, 1166年7月29日 - 1197年9月10日）は、シャンパーニュ伯（在位：1181年 - 1197年）。1192年から1197年までエルサレム女王イザベル1世の夫としてエルサレム王アンリ1世とされたが、彼自身がこの称号を用いたことはない。

## 生涯
シャンパーニュ伯アンリ1世と妻マリー・ド・フランスの長男として生まれた。父方の叔母はフランス王妃アデル・ド・シャンパーニュ、母方の祖父母はルイ7世とアリエノール・ダキテーヌである。
1171年、アンリはエノー伯ボードゥアン5世の娘イザベル・ド・エノーと婚約した。しかしイザベルの父親が婚約を反故にし、アンリの母方の叔父にあたるフランス王フィリップ2世と結婚させたため、父アンリ1世を含めブロワ家の一族はこの件に怒る。
この時期、王太后アデルが王妃イザベルと敵対する派閥をつくったため、フランス宮廷で緊張が増していた。
1181年にアンリ1世が死去し、アンリ2世が家督を相続したが、年少のため母マリーが1187年まで摂政を務めた。
アンリ2世がもし帰還に失敗した場合、弟のティボーがシャンパーニュ伯の後継者となることをシャンパーニュの男爵たちに認めさせた後、1190年にアンリ2世は東方へ向かった。彼は、フィリップ2世とイングランド王リチャード1世（獅子心王、母の異父弟でアンリ2世の母方の叔父の1人）が主導する第3回十字軍に参加したのである。
当初、彼はフィリップ2世到着前にはアッコ包囲戦におけるフランス側首領の1人だった。彼はエルサレム女王イザベル1世の拉致に関与したグループの1人と言われている。イザベルはコッラード・デル・モンフェッラートと結婚するため、当時の夫トロン領主オンフロワ4世から離婚の同意を得たかったのである。アンリ2世は母方の祖父母を通じてコッラードと親戚の間柄であった。
その後の遠征で、アンリ2世はリチャード1世に忠誠を誓うようになった。1192年、リチャード1世はアンリ2世を自らの代理としてアッコからティールへ送った。エルサレム王にコッラード・デル・モンフェッラートを選出するよう通知するためである。アンリ2世はその後アッコへ戻った。それからほんの数日後、コッラードは暗殺教団に殺害された。アンリ2世は2日後にティールへ戻った。表向きはコッラードの戴冠式の整理のためだったが、コッラードの葬儀があらかじめ準備されていたことが判明した。アンリ2世はすぐに、未亡人になったばかりで妊娠中のイザベル1世と婚約した。2人はコッラードの死からわずか8日後に結婚した。
2人の結婚はいくつかの年代記でロマンティックに彩られている。イザベルは、亡夫コッラードより20歳以上年下のアンリ2世の肉体的魅力にひかれて彼に結婚を打診したのである。結婚当時、彼女はコッラードの子（マリー・ド・モンフェラート）を身ごもっていた。結婚は一部から醜聞にまみれたものだと考えられていたが、彼女が王国を守るため新たな夫を得ることは政治的に非常に重要だった。また、アンジュー家（プランタジネット家）側から支持されるイザベルと、カペー家から支持されるアンリ2世の結婚は、両派閥の敵対関係を終わらせることにもなった。プランタジネット家から支持を受けていたギー・ド・リュジニャン（イザベルの異母姉シビーユ女王の夫）は、リチャード1世がアンリ2世支持にまわったためエルサレム王位請求をあきらめ、代償としてキプロスを獲得した。アンリ2世とイザベルの間には、マリー（夭折）、アリックスとフィリッパの三女が生まれた。
1197年、神聖ローマ皇帝ハインリヒ6世は、サラディンの死後アイユーブ朝を分裂させかねない継承闘争につけこんでエルサレムを奪還しようと、聖地遠征を決めた。1197年8月、ドイツからの最初の遠征隊がアッコンに上陸した。ところが指揮系統のない騎士たちは市内で略奪を働いた。彼らは準備が整わない状態でガリラヤに送られるが、辛うじて惨事は免れた。一方、エジプトのスルタン・アル＝アーディルはヤッファを包囲して陥落させた。9月10日、アンリ2世は救援軍派遣を命じるが、アッコンにある自らの宮殿の1階の窓から転落して死亡した。
死因は異なる写本ごとに様々な説がある。大半は、窓の格子またはバルコニーに彼が寄りかかったために転落したとしている。スカーレットという名の小人の召使も、アンリ2世のぶら下がった袖をつかんで助けようとして落ちた。彼は上背があり強健な王を引き上げるには体重が軽すぎたのである。別の話では、アンリ2世がパレードを窓から見ていたことを示唆している。そのとき、ピサ共和国の一行が部屋に入ってきた。彼らを歓迎するため向きを変えると、彼は後方に足を踏み外しバランスを失ってしまったという。どんな正確な状況であろうと、アンリ2世は明らかに殺害された。大腿骨を骨折した召使は、外部に危機を知らせたが、その後彼はけがのため命を落とした。

## 死後
アンリ2世の死後、未亡人となったイザベルはすぐに再婚した。4人目の（そして最後の）夫はキプロス王エメリー・ド・リュジニャン（ギー・ド・リュジニャンの兄）であった。アンリ2世の財産の相続人は長女のアリックスで、彼女は母の再婚相手の子であるユーグ（後のキプロス王ユーグ1世）と結婚した。アリックスの子孫が姉系シャンパーニュ伯請求者である。
アンリ2世はシャンパーニュ伯領にいくつか問題を残した。彼はエルサレムへの遠征と、自らの結婚の資金調達のため多額の金を借りていた。そしてシャンパーニュ伯位継承は彼の2人の娘たちの間で争われることになった。1213年、アンリ2世の甥であるシャンパーニュ伯ティボー4世の支持者たちは、イザベル1世と最初の夫オンフロワ4世との結婚無効は効力がないと教皇使節に対して主張した（彼女がアンリ2世と結婚している間、オンフロワ4世は存命だった）。彼らの主張どおりであるとすれば、アリックスとフィリッパは庶子であることになる。しかし、このことは疑わしい。コッラードとイザベルの子マリーの正統性と、マリーの子孫がエルサレム王位を継承する権利は誰からも変えられることはなかった。マリーが嫡子であるならば、アンリ2世との間にイザベルがもうけた娘たちも同様であった。ティボー4世は最終的に、アリックスとフィリッパの両方をかなりの経費をかけ買収しなければならなかった。

## 子女
エルサレム女王イザベル1世との間に三女をもうけた。
- マリー - 夭折
- アリス（英語版）（1195/96年 - 1246年） - キプロス王ユーグ1世、アンティオキア公ボエモン5世（英語版）、ラウール・ド・ソワソン（英語版）と結婚
- フィリパ（英語版）（1197年頃 - 1250年） - エラール・ド・ブリエンヌ（英語版）と結婚